# Andreas Stokbro
Andreas Stokbro Nielsen, né le 4 août 1997 à Brøndby, est un coureur cycliste danois.

## Palmarès sur route

### Par années
- 2015
  - 2eb étape du Trofeo Karlsberg
- 2016
  - 3e étape du ZLM Tour
  - 3e du championnat du Danemark sur route espoirs
- 2017
  - 2e du championnat du Danemark sur route espoirs
- 2018
  - 3 Dage i Nord :
    - Classement général
    - 1re, 2e et 3e étapes

  - 2e étape du Tour d'Estonie
  - 4e étape du Tour de l'Avenir (contre-la-montre par équipes)
  - 2e du Skive-Løbet
  - 2e du Tour d'Estonie
  - 2e du Lillehammer GP
  - 2e de la Post Cup
  - 3e du championnat du Danemark du contre-la-montre par équipes
  - 3e du championnat du Danemark sur route espoirs
  - 3e du championnat du Danemark du contre-la-montre espoirs
- 2019
  - Tour des Flandres espoirs
  - Grand Prix Herning
- 2022
  - 2e étape du Tour du Loir-et-Cher
  - Grand Prix Herning
  - 1re étape du Tour de Haute-Autriche
  - 2e du Grand Prix International de Rhodes
  - 2e du Ringerike Grand Prix
  - 2e de la Gylne Gutuer
- 2023
  - Grand Prix de Lillers-Souvenir Bruno Comini
  - Gylne Gutuer
- 2024
  - 3e du Grand Prix Pino Cerami

### Classements mondiaux
| Année                                 | 2016  | 2017 | 2018 | 2019 | 2020 | 2021 | 2022 | 2023 | 2024  |
| ------------------------------------- | ----- | ---- | ---- | ---- | ---- | ---- | ---- | ---- | ----- |
| Classement mondial                    | 1198e | 857e | 355e | 357e | nc   | 985e | 340e | 569e | 1033e |
| UCI Europe Tour                       | 821e  | 544e | 181e | 289e | nc   | 735e | 272e | nc   | nc    |
|                                       |       |      |      |      |      |      |      |      |       |
| Légende : nc = non classéSource : UCI |       |      |      |      |      |      |      |      |       |

## Palmarès sur piste

### Championnats d'Europe
- Athènes 2015
  -  Médaillé de bronze de l'américaine juniors

### Championnats du Danemark
- 2015
  -  Champion du Danemark de l'américaine juniors (avec Christian Nykvist)
  - 3e du championnat du Danemark de poursuite par équipes
- 2021
  -  Champion du Danemark de course aux points